# Майер, Маттиас
Ма́ттиас Ма́йер (нем. Matthias Mayer; род. 9 июня 1990, Санкт-Файт-ан-дер-Глан, Каринтия) — австрийский горнолыжник, трёхкратный олимпийский чемпион. Победитель 11 этапов Кубка мира. Специализировался в скоростных дисциплинах.
Сын вице-чемпиона Олимпийских игр 1988 года в супергиганте Хельмута Майера.

## Общая информация

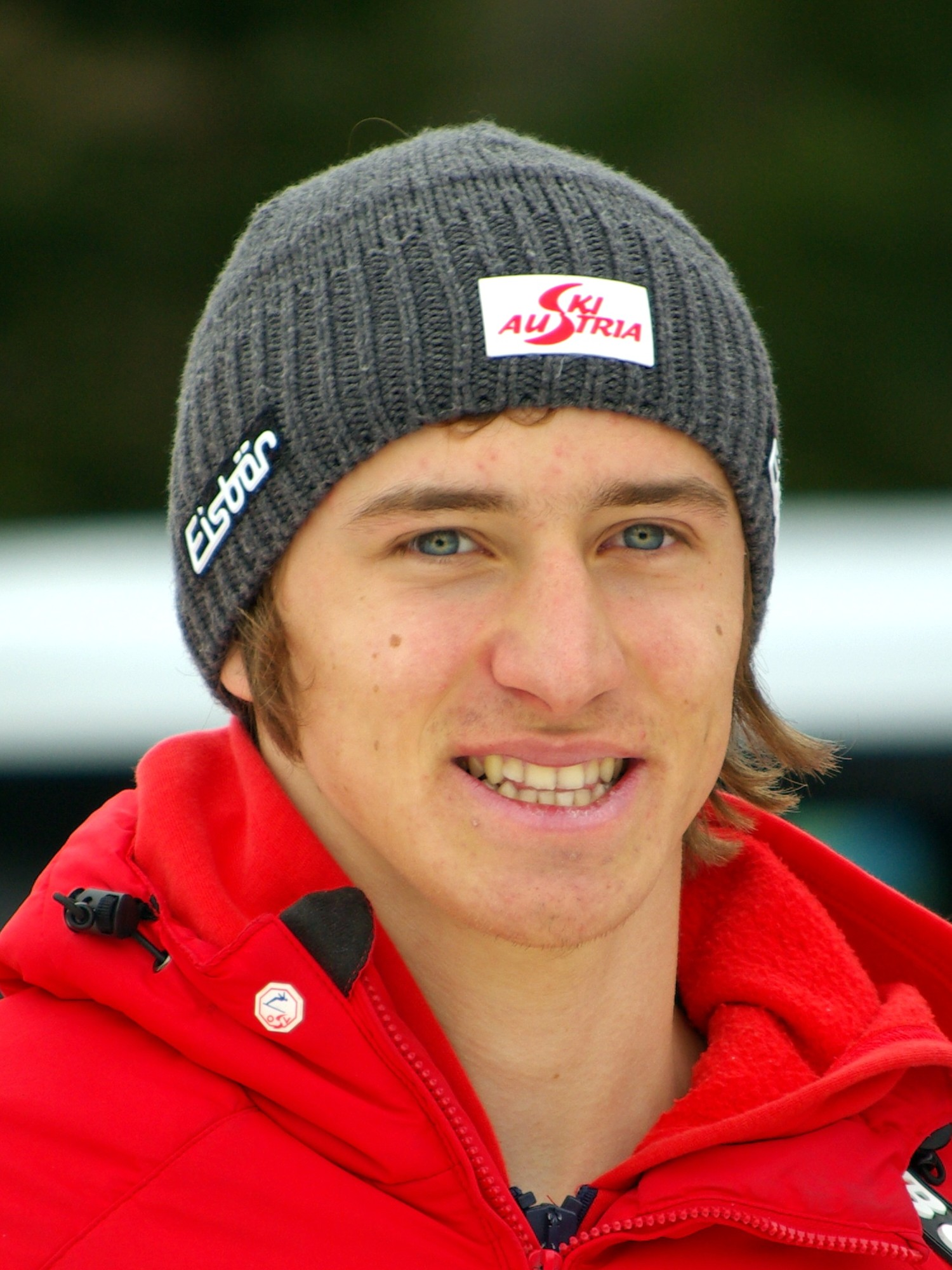
Майер в 2008 году

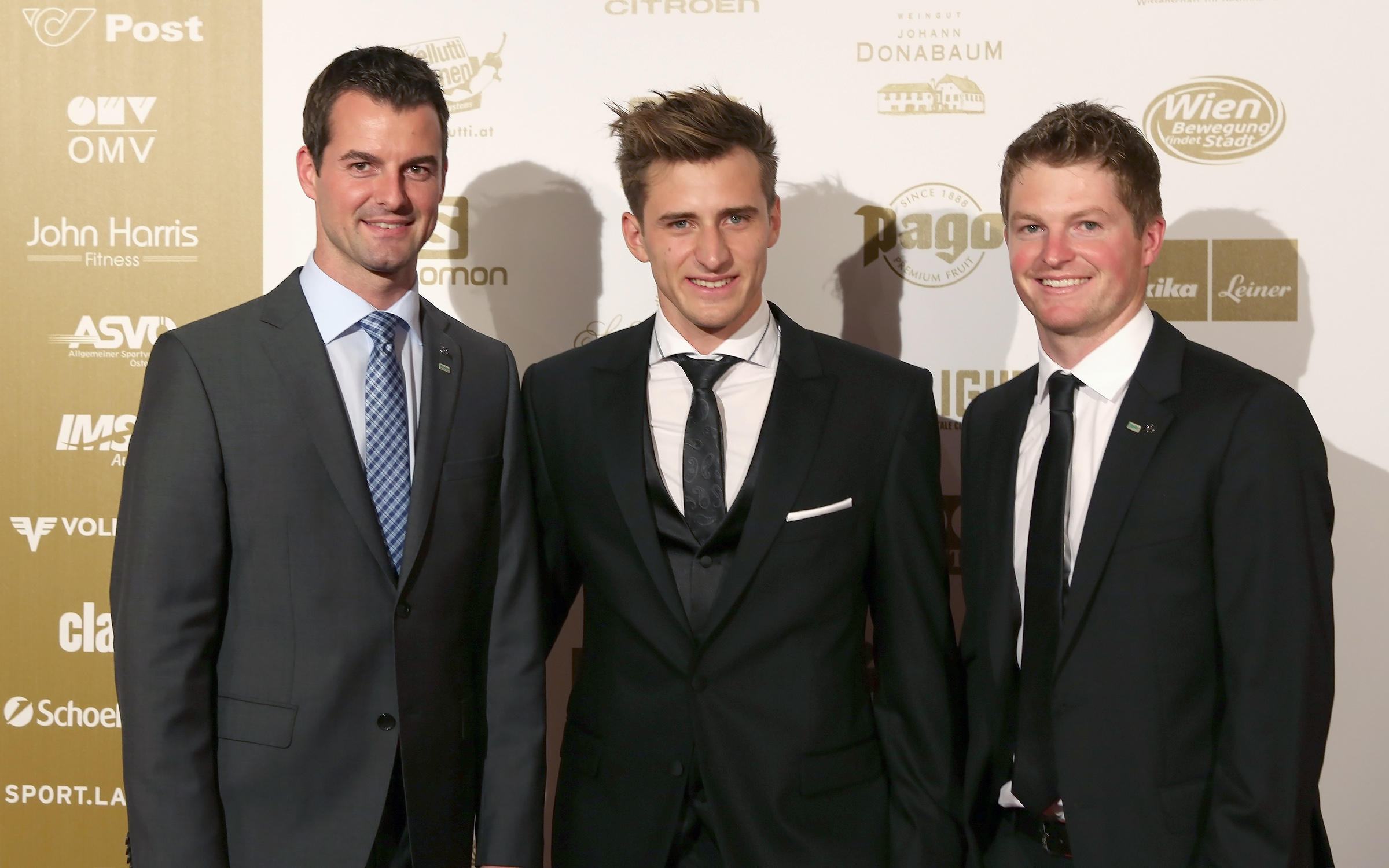
Майер (в центре) в октябре 2014 года

В начале 2012 года он перенес операцию на голеностопном суставе. Восстанавливаясь после операции, он заразился реактивным артритом, что привело к общей слабости тела из-за лихорадочного состояния и воспалений. Он потерял 15 кг и не мог вернуться к тренировкам вплоть до ноября 2012 года.
Дебютировал на чемпионатах мира по горнолыжному спорту в 2013 году в Шладминге, где занял пятое место в супергиганте, 10-е — в суперкомбинации и 13-е в скоростном спуске.
В сезоне 2013/14 праздновал победу на финальном этапе скоростного спуска, а также четырежды поднимался на подиум в супергиганте и скоростном оспуске. По итогам сезона занял 9-е место в общем зачёте Кубка мира.
Маттиас сенсационно выиграл золото в скоростном спуске на Играх в Сочи, хотя к тому моменту ни разу не попадал даже в тройку лучших на этапах Кубка мира в этой дисциплине. Маттиас всего на 0,06 сек опередил итальянца Кристофа Иннерхофера. Также неожиданно занял высокое для себя шестое место в гигантском слаломе.
На чемпионате мира 2015 года в США был близок к медали в супергиганте, разделив 4-е место с Хьетилем Янсрудом и всего 0,03 сек уступив бронзовому призёру Адриену Тео. 21 и 22 февраля 2015 года выиграл скоростной спуск и супергигант на этапе Кубка мира в австрийском Зальбах-Хинтерглемме.
На Олимпийских играх 2018 года в Пхёнчхане Майер выиграл золото в супергиганте, на 0,13 сек опередив швейцарца Беата Фойца. Маттиас стал вторым в истории австрийцем, выигравшим олимпийское золото в этой дисциплине после Хермана Майера (1998).
На чемпионате мира 2019 года в Оре занял пятое место в скоростном спуске.
В сезоне 2019/20 выиграл сразу 4 этапа Кубка мира (ранее за всю карьеру у Майера было 5 побед) и занял высшее в карьере четвёртое место в общем зачёте (сезон был завершён досрочно из-за пандемии COVID-19).
30 декабря 2020 года Майер одержал 10-ю в карьере победу на этапах Кубка мира, став первым в скоростном спуске в Бормио.
На чемпионате мира 2021 года в Кортине-д’Ампеццо, который стал для Майера пятым в карьере, он вновь не сумел выиграть медаль, лучший результат — шестое место в супергиганте.
На Олимпийских играх 2022 года в Пекине 7 февраля завоевал бронзу в скоростном спуске, а на следующий день выиграл супергигант на вторых Играх подряд, опередив на 0,04 сек американца Райана Кокрана-Сигла. Майер стал десятым трёхкратным олимпийским чемпионом в истории горнолыжного спорта и вторым австрийским горнолыжником после Тони Зайлера. Кроме Майера и Зайлера только два австрийца в истории выиграли три золотые олимпийские медали — двоеборец Феликс Готтвальд и прыгун на лыжах Томас Моргенштерн.
26 и 27 декабря 2022 года успешно провёл тренировки скоростного спуска в Бормио (третье и четвёртое места), но 28 декабря не вышел на старт скоростного спуска в зачёте Кубка мира (Майер побеждал в Бормио в скоростном спуске в 2020 году). На следующий день, 29 декабря 2022 года, за несколько часов до старта супергиганта на этапе Кубка мира в Бормио, Майер объявил о завершении карьеры. Заявление Майера стало неожиданностью для других горнолыжников и представителей сборной Австрии. Маттиас подтвердил, что его решение не связано с проблемами со здоровьем или плохой формой. До завершения карьеры Майер дважды был призёром этапов Кубка мира 2022/23 в Лейк-Луизе и Валь-Гардене.

## Результаты на крупнейших соревнованиях

### Зимние Олимпийские игры
| Олимпийские игры | Скоростной спуск | Супергигант | Гигантский слалом | Слалом | Комбинация | Команды |
| ---------------- | ---------------- | ----------- | ----------------- | ------ | ---------- | ------- |
| 2014 Сочи        | 1                | DNF         | 6                 | —      | 13         | н/д     |
| 2018 Пхёнчхан    | 9                | 1           | —                 | —      | DNF2       | —       |
| 2022 Пекин       | 3                | 1           | —                 | —      | —          | —       |

### Чемпионаты мира
| Чемпионат мира         | Скоростной спуск | Супергигант | Гигантский слалом | Слалом | Комбинация | Команды | Паралл. гигантский слалом |
| ---------------------- | ---------------- | ----------- | ----------------- | ------ | ---------- | ------- | ------------------------- |
| 2013 Шладминг          | 13               | 5           | —                 | —      | 10         | —       | н/д                       |
| 2015 Вейл/Бивер-Крик   | 12               | 4           | —                 | —      | 11         | —       | н/д                       |
| 2017 Санкт-Мориц       | 11               | DNF         | —                 | —      | 17         | —       | н/д                       |
| 2019 Оре               | 5                | DNF         | —                 | —      | —          | —       | н/д                       |
| 2021 Кортина-д’Ампеццо | DNF              | 6           | —                 | —      | —          | —       | —                         |

### Победы на этапах Кубка мира (11)
| №  | Сезон   | Дата        | Место               | Дисциплина           |
| -- | ------- | ----------- | ------------------- | -------------------- |
| 1  | 2013/14 | 12 мар 2014 | Ленцерхайде         | Скоростной спуск     |
| 2  | 2014/15 | 21 фев 2015 | Зальбах-Хинтерглемм | Скоростной спуск (2) |
| 3  | 2014/15 | 22 фев 2015 | Зальбах-Хинтерглемм | Супергигант          |
| 4  | 2016/17 | 20 янв 2017 | Кицбюэль            | Супергигант (2)      |
| 5  | 2017/18 | 14 мар 2018 | Оре                 | Скоростной спуск (3) |
| 6  | 2019/20 | 1 дек 2019  | Лейк-Луиз           | Супергигант (3)      |
| 7  | 2019/20 | 17 янв 2020 | Венген              | Комбинация           |
| 8  | 2019/20 | 25 янв 2020 | Кицбюэль            | Скоростной спуск (4) |
| 9  | 2019/20 | 7 мар 2020  | Квитфьель           | Скоростной спуск (5) |
| 10 | 2020/21 | 30 дек 2020 | Бормио              | Скоростной спуск (6) |
| 11 | 2021/22 | 27 ноя 2021 | Лейк-Луиз           | Скоростной спуск (7) |